# اتحاد زيمبابوي لكرة القدم
تأسس اتحاد زيمبابوي لكرة القدم في عام 1965م وانضم إلى الإتحاد الدولي لكرة القدم في 1965م وإنضم إلى الاتحاد الأفريقي لكرة القدم في 1980م.